# Kabinet-May II
Het kabinet–May II was het tweede kabinet onder leiding van premier Theresa May in het Verenigd Koninkrijk. Het kwam tot stand na de parlementsverkiezingen die May had uitgeschreven op 8 juni 2017.
Mays Conservatieve partij verloor haar absolute meerderheid in het Lagerhuis na de verkiezingen. Daardoor was de regering afhankelijk van de gedoogsteun van de tien parlementsleden van de Noord-Ierse Unionistische partij DUP.
Op 8 en 9 januari 2018 voerde May een herschikking van haar kabinet uit na het ontslag van Damian Green eind 2017.

## Samenstelling
| Ambtsbekleder                                                           | Ambtsbekleder      | Ambtsbekleder                                      | Functie(s)                                                             | Ambtstermijn     | Ambtstermijn     | Partij             |
| ----------------------------------------------------------------------- | ------------------ | -------------------------------------------------- | ---------------------------------------------------------------------- | ---------------- | ---------------- | ------------------ |
|                                                                         | Theresa May        | Theresa May (1956)                                 | Premier                                                                | 13 juli 2016     | 24 juli 2019     | Conservative Party |
|                                                                         | Damian Green       | Damian Green (1956)                                | First Secretary of State                                               | 11 juni 2017     | 20 december 2017 | Conservative Party |
| Minister voor Kabinetszaken                                             | Damian Green       | Damian Green (1956)                                |                                                                        | 11 juni 2017     | 20 december 2017 | Conservative Party |
|                                                                         | David Lidington    | David Lidington (1956)                             | First Secretary of State                                               | 8 januari 2018   | 24 juli 2019     | Conservative Party |
| Kanselier van het Hertogdom Lancaster                                   | David Lidington    | David Lidington (1956)                             |                                                                        | 8 januari 2018   | 24 juli 2019     | Conservative Party |
| Minister voor Kabinetszaken                                             | David Lidington    | David Lidington (1956)                             |                                                                        | 8 januari 2018   | 24 juli 2019     | Conservative Party |
|                                                                         | Philip Hammond     | Philip Hammond (1955)                              | Minister van Financiën                                                 | 13 juli 2016     | 24 juli 2019     | Conservative Party |
|                                                                         | Boris Johnson      | Boris Johnson (1964)                               | Minister van Buitenlandse Zaken                                        | 13 juli 2016     | 8 juli 2018      | Conservative Party |
|                                                                         | Jeremy Hunt        | Jeremy Hunt (1966)                                 | Minister van Buitenlandse Zaken                                        | 8 juli 2018      | 24 juli 2019     | Conservative Party |
|                                                                         | Amber Rudd         | Amber Rudd (1963)                                  | Minister van Binnenlandse Zaken                                        | 13 juli 2016     | 30 april 2018    | Conservative Party |
| Minister voor Vrouwen en Gelijkheid                                     | Amber Rudd         | Amber Rudd (1963)                                  | 8 januari 2018                                                         |                  | 30 april 2018    | Conservative Party |
|                                                                         | Sajid Javid        | Sajid Javid (1969)                                 | Minister van Binnenlandse Zaken                                        | 30 april 2018    | 24 juli 2019     | Conservative Party |
|                                                                         | Natalie Evans      | Baroness Evans van Bowes Park Natalie Evans (1975) | Lord Privy Seal                                                        | 13 juli 2016     | 6 september 2022 | Conservative Party |
| Leader of the House of Lords                                            | Natalie Evans      | Baroness Evans van Bowes Park Natalie Evans (1975) |                                                                        | 13 juli 2016     | 6 september 2022 | Conservative Party |
|                                                                         | David Lidington    | David Lidington (1956)                             | Minister van Justitie                                                  | 11 juni 2017     | 8 januari 2018   | Conservative Party |
| Lord Chancellor                                                         | David Lidington    | David Lidington (1956)                             |                                                                        | 11 juni 2017     | 8 januari 2018   | Conservative Party |
|                                                                         | David Gauke        | David Gauke (1971)                                 | Minister van Justitie                                                  | 8 januari 2018   | 24 juli 2019     | Conservative Party |
| Lord Chancellor                                                         | David Gauke        | David Gauke (1971)                                 |                                                                        | 8 januari 2018   | 24 juli 2019     | Conservative Party |
|                                                                         | Greg Clark         | Greg Clark (1967)                                  | Minister van Economische Zaken                                         | 13 juli 2016     | 24 juli 2019     | Conservative Party |
|                                                                         | Michael Fallon     | Sir Michael Fallon (1952)                          | Minister van Defensie                                                  | 14 juli 2014     | 1 november 2017  | Conservative Party |
|                                                                         | Gavin Williamson   | Gavin Williamson (1976)                            | Minister van Defensie                                                  | 1 november 2017  | 1 mei 2019       | Conservative Party |
|                                                                         | Penny Mordaunt     | Penny Mordaunt (1973)                              | Minister van Defensie                                                  | 1 mei 2019       | 24 juli 2019     | Conservative Party |
| Minister voor Vrouwen en Gelijkheid                                     | Penny Mordaunt     | Penny Mordaunt (1973)                              | 30 april 2018                                                          |                  | 24 juli 2019     | Conservative Party |
|                                                                         | Jeremy Hunt        | Jeremy Hunt (1966)                                 | Minister van Volksgezondheid                                           | 4 september 2012 | 8 juli 2018      | Conservative Party |
|                                                                         | Matt Hancock       | Matt Hancock (1976)                                | Minister van Volksgezondheid                                           | 8 juli 2018      | 26 juni 2021     | Conservative Party |
|                                                                         | David Gauke        | David Gauke (1971)                                 | Minister van Arbeid en Pensioenen                                      | 11 juni 2017     | 8 januari 2018   | Conservative Party |
|                                                                         | Esther McVey       | Esther McVey (1967)                                | Minister van Arbeid en Pensioenen                                      | 8 januari 2018   | 16 november 2018 | Conservative Party |
|                                                                         | Amber Rudd         | Amber Rudd (1963)                                  | Minister van Arbeid en Pensioenen                                      | 16 november 2018 | 8 september 2019 | Conservative Party |
|                                                                         | Justine Greening   | Justine Greening (1969)                            | Minister van Onderwijs                                                 | 13 juli 2016     | 8 januari 2018   | Conservative Party |
| Minister voor Vrouwen en Gelijkheid                                     | Justine Greening   | Justine Greening (1969)                            |                                                                        | 13 juli 2016     | 8 januari 2018   | Conservative Party |
|                                                                         | Damian Hinds       | Damian Hinds (1969)                                | Minister van Onderwijs                                                 | 8 januari 2018   | 24 juli 2019     | Conservative Party |
|                                                                         | Chris Grayling     | Chris Grayling (1962)                              | Minister van Transport                                                 | 13 juli 2016     | 24 juli 2019     | Conservative Party |
|                                                                         | Sajid Javid        | Sajid Javid (1969)                                 | Minister van Wijken en Lokale Zaken                                    | 13 juli 2016     | 8 januari 2018   | Conservative Party |
| Minister van Huisvesting, Wijken en Lokale Zaken                        | Sajid Javid        | Sajid Javid (1969)                                 | 8 januari 2018                                                         | 30 april 2018    |                  | Conservative Party |
| Minister van Huisvesting, Wijken en Lokale Zaken                        |                    | James Brokenshire                                  | James Brokenshire (1968–2021)                                          | 30 april 2018    | 24 juli 2019     | Conservative Party |
|                                                                         | Michael Gove       | Michael Gove (1967)                                | Minister van Milieu, Voedsel en Agrarisch Zaken                        | 11 juni 2017     | 24 juli 2019     | Conservative Party |
|                                                                         | Karen Bradley      | Karen Bradley (1970)                               | Minister van Digitale Zaken, Cultuur, Media en Sport                   | 11 juni 2017     | 8 januari 2018   | Conservative Party |
|                                                                         | Matt Hancock       | Matt Hancock (1978)                                | Minister van Digitale Zaken, Cultuur, Media en Sport                   | 8 januari 2018   | 9 juli 2018      | Conservative Party |
|                                                                         | Jeremy Wright      | Jeremy Wright (1972)                               | Minister van Digitale Zaken, Cultuur, Media en Sport                   | 9 juli 2018      | 24 juli 2019     | Conservative Party |
|                                                                         | Patrick McLoughlin | Sir Patrick McLoughlin (1957)                      | Kanselier van het Hertogdom Lancaster                                  | 13 juli 2016     | 8 januari 2018   | Conservative Party |
|                                                                         | David Mundell      | David Mundell (1962)                               | Minister voor Schotland                                                | 9 mei 2015       | 24 juli 2019     | Conservative Party |
|                                                                         | Alun Cairns        | Alun Cairns (1970)                                 | Minister voor Wales                                                    | 19 maart 2016    | 16 december 2019 | Conservative Party |
|                                                                         | James Brokenshire  | James Brokenshire (1968–2021)                      | Minister voor Noord-Ierland                                            | 13 juli 2016     | 8 januari 2018   | Conservative Party |
|                                                                         | Karen Bradley      | Karen Bradley (1970)                               | Minister voor Noord-Ierland                                            | 8 januari 2018   | 24 juli 2019     | Conservative Party |
|                                                                         | Liam Fox           | Liam Fox (1961)                                    | Minister voor Internationale Handel                                    | 13 juli 2016     | 24 juli 2019     | Conservative Party |
| President of the Board of Trade                                         | Liam Fox           | Liam Fox (1961)                                    | 19 juli 2016                                                           |                  | 24 juli 2019     | Conservative Party |
|                                                                         | Priti Patel        | Priti Patel (1972)                                 | Minister voor Ontwikkelingshulp                                        | 13 juli 2016     | 8 november 2017  | Conservative Party |
|                                                                         | Penny Mordaunt     | Penny Mordaunt (1973)                              | Minister voor Ontwikkelingshulp                                        | 8 november 2017  | 1 mei 2019       | Conservative Party |
|                                                                         | Rory Stewart       | Rory Stewart (1973)                                | Minister voor Ontwikkelingshulp                                        | 1 mei 2019       | 24 juli 2019     | Conservative Party |
|                                                                         | David Davis        | David Davis (1948)                                 | Minister voor Vertrek uit de Europese Unie                             | 13 juli 2016     | 8 juli 2018      | Conservative Party |
|                                                                         | Dominic Raab       | Dominic Raab (1974)                                | Minister voor Vertrek uit de Europese Unie                             | 8 juli 2018      | 15 november 2018 | Conservative Party |
|                                                                         | Steve Barclay      | Steve Barclay (1972)                               | Minister voor Vertrek uit de Europese Unie                             | 15 november 2018 | 30 januari 2020  | Conservative Party |
|                                                                         | Brandon Lewis      | Brandon Lewis (1971)                               | Minister zonder portefeuille (Partijvoorzitter)                        | 8 januari 2018   | 24 juli 2019     | Conservative Party |
| Formeel geen leden van het kabinet, maar woonde kabinetsvergadering bij |                    |                                                    |                                                                        |                  |                  |                    |
| Ambtsbekleder                                                           | Ambtsbekleder      | Ambtsbekleder                                      | Functie(s)                                                             | Ambtstermijn     | Ambtstermijn     | Partij             |
|                                                                         | Andrea Leadsom     | Andrea Leadsom (1963)                              | Lord President of the Council                                          | 11 juni 2017     | 23 mei 2019      | Conservative Party |
| Leader of the House of Commons                                          | Andrea Leadsom     | Andrea Leadsom (1963)                              |                                                                        | 11 juni 2017     | 23 mei 2019      | Conservative Party |
|                                                                         | Mel Stride         | Mel Stride (1961)                                  | Lord President of the Council                                          | 23 mei 2019      | 24 juli 2019     | Conservative Party |
| Leader of the House of Commons                                          | Mel Stride         | Mel Stride (1961)                                  |                                                                        | 23 mei 2019      | 24 juli 2019     | Conservative Party |
|                                                                         | Liz Truss          | Liz Truss (1975)                                   | Onderminister voor Financiën                                           | 11 juni 2017     | 24 juli 2019     | Conservative Party |
|                                                                         | Mel Stride         | Mel Stride (1961)                                  | Thesaurier- generaal                                                   | 11 juni 2017     | 23 mei 2019      | Conservative Party |
| Staatssecretaris voor Financiën                                         | Mel Stride         | Mel Stride (1961)                                  |                                                                        | 11 juni 2017     | 23 mei 2019      | Conservative Party |
|                                                                         | Jesse Norman       | Jesse Norman (1962)                                | Thesaurier- generaal                                                   | 23 mei 2019      | 24 juli 2019     | Conservative Party |
| Staatssecretaris voor Financiën                                         | Jesse Norman       | Jesse Norman (1962)                                |                                                                        | 23 mei 2019      | 24 juli 2019     | Conservative Party |
|                                                                         | Jeremy Wright      | Jeremy Wright (1972)                               | Advocaat- generaal                                                     | 14 juli 2014     | 8 juli 2018      | Conservative Party |
|                                                                         | Geoffrey Cox       | Geoffrey Cox (1960)                                | Advocaat- generaal                                                     | 8 juli 2018      | 13 februari 2020 | Conservative Party |
|                                                                         | Brandon Lewis      | Brandon Lewis (1971)                               | Onderminister voor Binnenlandse Zaken en Immigrate                     | 11 juni 2017     | 8 januari 2018   | Conservative Party |
|                                                                         | Caroline Nokes     | Caroline Nokes (1972)                              | Onderminister voor Binnenlandse Zaken en Immigrate                     | 8 januari 2018   | 24 juli 2019     | Conservative Party |
|                                                                         | Claire Perry       | Claire Perry (1964)                                | Onderminister voor Economische Zaken, Energie en Duurzame Ontwikkeling | 11 juni 2017     | 24 juli 2019     | Conservative Party |
|                                                                         | Damian Hinds       | Damian Hinds (1969)                                | Onderminister voor Arbeid en Pensioenen en Werkgelegenheid             | 13 juli 2016     | 8 januari 2018   | Conservative Party |
|                                                                         | Gavin Williamson   | Gavin Williamson (1976)                            | Onderstaats- secretaris voor Financiën                                 | 13 juli 2016     | 1 november 2017  | Conservative Party |
| Chief Whip in het Lagerhuis                                             | Gavin Williamson   | Gavin Williamson (1976)                            |                                                                        | 13 juli 2016     | 1 november 2017  | Conservative Party |
|                                                                         | Julian Smith       | Julian Smith (1971)                                | Onderstaats- secretaris voor Financiën                                 | 1 november 2017  | 24 juli 2019     | Conservative Party |
| Chief Whip in het Lagerhuis                                             | Julian Smith       | Julian Smith (1971)                                |                                                                        | 1 november 2017  | 24 juli 2019     | Conservative Party |

Russell I ·
Smith-Stanley I ·
Hamilton-Gordon ·
Temple I ·
Smith-Stanley II ·
Temple II ·
Russell II ·
Smith-Stanley III ·
Disraeli I ·
Gladstone I ·
Disraeli II ·
Gladstone II ·
Gascoyne-Cecil I ·
Gladstone III ·
Gascoyne-Cecil II ·
Gladstone IV ·
Primrose ·
Gascoyne-Cecil III ·
Gascoyne-Cecil IV ·
Balfour ·
Campbell-Bannerman ·
Asquith I ·
Asquith II ·
Asquith III ·
Asquith IV ·
Lloyd George I ·
Lloyd George II ·
Law ·
Baldwin I ·
MacDonald I ·
Baldwin II ·
MacDonald II ·
MacDonald III ·
MacDonald IV ·
Baldwin III ·
Chamberlain I ·
Chamberlain II ·
Churchill I ·
Churchill II ·
Attlee I ·
Attlee II ·
Churchill III ·
Eden ·
Macmillan I ·
Macmillan II ·
Douglas-Home ·
Wilson I ·
Wilson II ·
Heath ·
Wilson III ·
Callaghan ·
Thatcher I ·
Thatcher II ·
Thatcher III ·
Major I ·
Major II ·
Blair I ·
Blair II ·
Blair III ·
Brown ·
Cameron I ·
Cameron II ·
May I ·
May II ·
Johnson I ·
Johnson II ·
Truss ·
Sunak ·
Starmer